# خرتکووتسی
خرتکووتسی (به صربی: Hrtkovci) یک منطقهٔ مسکونی در صربستان است که در Ruma municipality واقع شده‌است. خرتکووتسی ۴۱٫۳۰ کیلومتر مربع مساحت و ۳٬۰۳۶ نفر جمعیت دارد و ۷۴ متر بالاتر از سطح دریا واقع شده‌است.